# 우문정립
우문정립(宇文庭立)은 우문리혹의 아들로, 개국공(介國公)을 습작하였다. 《원화성찬(元和姓纂)·권6(卷六)》 및 《신당서·재상세계표일(宰相世系表一)》에는 "락(洛)이 유(裕)를 낳았고, 유는 연(延)을 낳았고, 연은 리혹(離惑)을 낳았고, 리혹은 정립(庭立)을 낳았는데, 모두 개공(介公)을 세습하였다."라고 하였다.